# 25 études
Ne doit pas être confondu avec 25 études de genre.

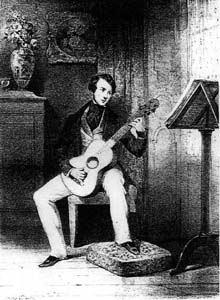
Matteo Carcassi

Les 25 Études Op.60 pour guitare de Matteo Carcassi ont probablement été composées vers 1836 et n'ont été publiées qu'en 1851 (chez Brandus à Paris et chez Schott à Mayence) sous le titre 25 études mélodiques et progressives - 1re suite de la méthode. Elles ont été revues et doigtées par le grand guitariste Miguel Llobet en 1914.
Les 25 Études sont devenues des grands classiques de la littérature didactique pour guitare grâce à leurs qualités mélodiques. En effet leur écriture est bien au-dessus de la production courante pour guitare de l'époque. Par ailleurs, les 25 études sont agencées de manière à pouvoir être exécutées comme un cycle complet. En effet, Carcassi a presque toujours pris soin de varier le tempo et le caractère de chaque étude et les a enchainées pour qu'elles parcourent un cycle assez cohérent de tonalités. Il place par ailleurs le mot Fine uniquement à la fin de la 25e étude.

## Détail des 25 Études
n°1 - Allegro en Do majeur : étude des gammes staccato

n°2 - Moderato espressivo en la mineur : étude "expressive" des notes répétées

n°3 - Andantino en La majeur : mélodie partagée entre le soprano et la basse à dégager d'un arpège

n°4 - Allegretto en Ré majeur : étude du coulé descendant

n°5 - Moderato en Sol majeur : étude des tierces et des sixtes

n°6 - Moderato en Do majeur : étude polyphonique et mobilité du pouce

n°7 - Allegro en La mineur : étude de l'arpège pimi sur deux ou trois cordes

n°8 - Moderato en Mi majeur : étude des coulés descendant

n°9 - Allegretto grazioso en La majeur : étude des coulés et des gammes

n°10 - Allegretto en Ré majeur : étude des coulés ascendants et descendants

n°11 - Agitato en Ré mineur : étude en imitations à deux voix

n°12 - Andante mosso en Ré majeur : étude d'arpège, mobilité du pouce

n°13 - Andante grazioso en La majeur : étude d'arpège

n°14 - Allegro moderato en Ré majeur : étude de gammes détachées

n°15 - Allegro moderato en Do majeur : étude d'arpège

n°16 - Andante en Fa majeur : étude à trois voix, mélodie accompagnée à détacher 

n°17 - Moderato en La mineur : étude des octaves

n°18 - Allegretto en La majeur : études des gammes brisées 

n°19 - Allegro moderato en Mi mineur : mélodie accompagnée d'un arpège, à détacher

n°20 - Allegro brillante en La majeur : étude des démanchés et des arpèges

n°21 - Andantino en La majeur : étude des mordants 

n°22 - Allegretto en Do majeur : étude du démanché et des arpèges

n°23 - Allegro en La majeur : étude des coulés descendants, des gammes et du démanché

n°24 - Andantino con espressione en Mi majeur : étude d'expression

n°25 - Allegro brillante en La majeur : rassemble toutes les difficultés exposées

## Partition
- Les 25 Études dans l'édition originale de Schott